# فیلیپ فان پاریس
فیلیپ فان پاریس (انگلیسی: Philippe Van Parijs؛ زادهٔ ۲۳ مهٔ ۱۹۵۱) یک فیلسوف، و اقتصاددان اهل بلژیک است.